# 霍尔茨金茨
霍尔茨金茨是德国巴伐利亚州的一个市镇。总面积12.09平方公里，总人口1202人，其中男性579人，女性623人（2011年12月31日），人口密度99人/平方公里。